# Мойсала, Илари
Илари Мойсала (род. 9 января 1985, Оулу, Финляндия) — финский хоккеист с мячом, защитник клуба «Бруберг» (Швеция) и сборной Финляндии.

## Биография
Начинал заниматься хоккеем с шайбой в клубе Кярпят из Оулу. Впоследствии, в возрасте 14 лет, перешёл в хоккей с мячом, где стал одним из лучших игроков финского банди. С 2011 года выступает в шведской Элитсерии за исключением сезона 2016/2017, в котором выступал за российский клуб «Волга».